# Blatna Brezovica
Blatna Brezovica (Duits: Moosthal) is een plaats in Slovenië en maakt deel uit van de gemeente Vrhnika in de NUTS-3-regio Osrednjeslovenska. De plaats telde 346 inwoners op 1 januari 2020.

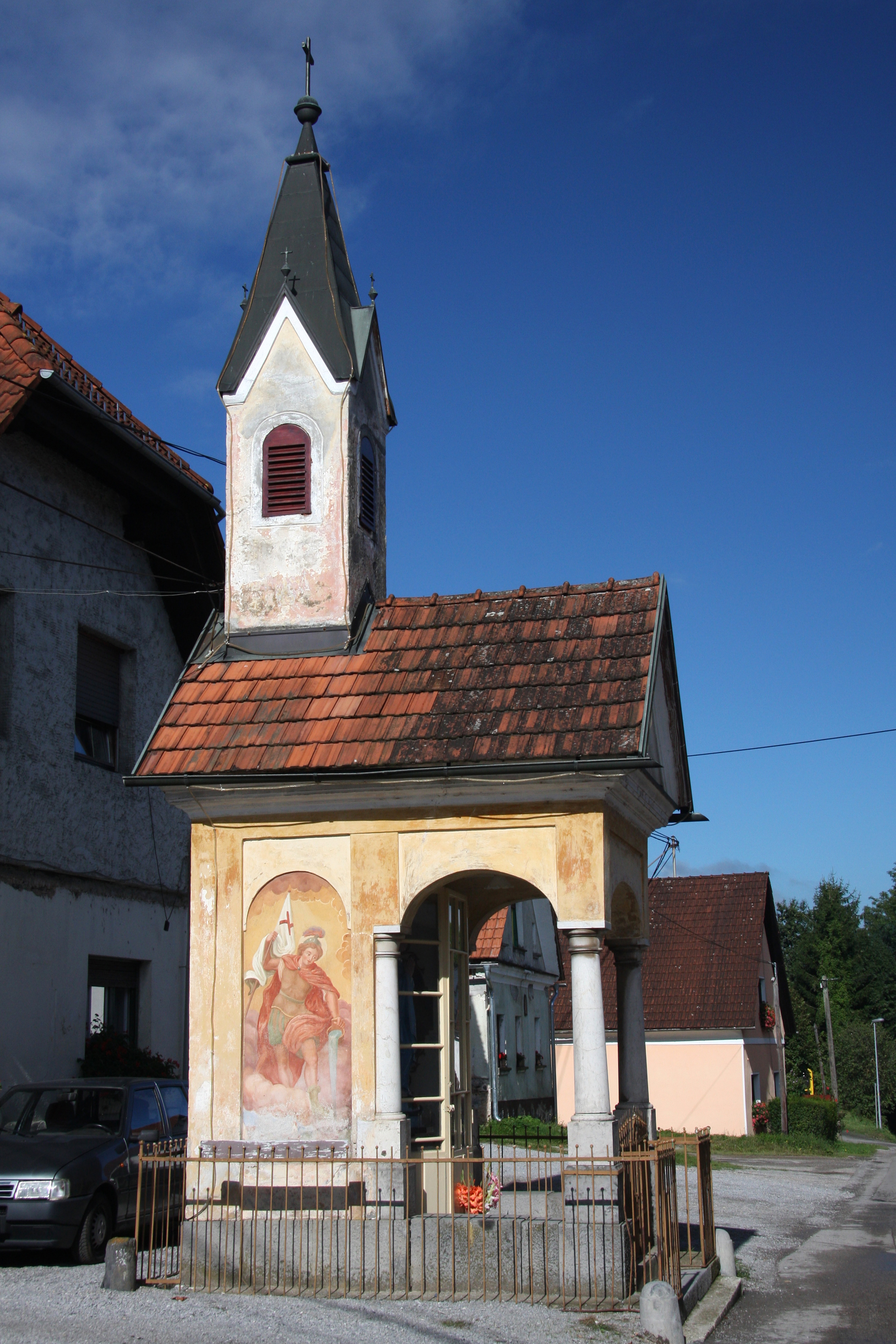
Kapelletje